# 世界空手道聯盟
世界空手道聯盟（英語：World Karate Federation，縮寫：WKF）是空手道最大的國際管理組織，擁有191個會員國。旗下的主要比賽有世界空手道錦標賽，它的總部設在西班牙首都馬德里。前身為WUKO。

## 外部連結
- 官方網站 （页面存档备份，存于）